# Jetia
Jetia è una suddivisione dell'India, classificata come census town, di 5.510 abitanti, situata nel distretto dei 24 Pargana Nord, nello stato federato del Bengala Occidentale. In base al numero di abitanti la città rientra nella classe V (da 5.000 a 9.999 persone).

## Geografia fisica
La città è situata a 22° 54' 42 N e 88° 26' 48 E.

## Società

### Evoluzione demografica
Al censimento del 2001 la popolazione di Jetia assommava a 5.510 persone, delle quali 2.819 maschi e 2.691 femmine. I bambini di età inferiore o uguale ai sei anni assommavano a 400, dei quali 215 maschi e 185 femmine. Infine, coloro che erano in grado di saper almeno leggere e scrivere erano 4.668, dei quali 2.469 maschi e 2.199 femmine.